# Rosamund, Queen of the Lombards. A Tragedy
Rosamund, Queen of the Lombards. A Tragedy – utwór dramatyczny angielskiego poety Algernona Charlesa Swinburne’a, opublikowany w 1899 nakładem oficyny Dodd, Mead & Company. Akcja sztuki toczy się w Weronie w 573. Jej bohaterami są Albovine, król Lombardów, Almachildes, młody wojownik lombardzki, Narsetes, stary wódz i doradca, Rosamund, królowa Lombardów i Hildegard, lombardzka szlachcianka.